# Disney's Fort Wilderness Resort & Campground
Disney's Fort Wilderness Resort & Campground is een hotel in het Walt Disney World Resort in Lake Buena Vista, Florida, dat wordt beheerd door The Walt Disney Company.
De opening hiervan was op 19 november 1971. Disney's Fort Wilderness Resort & Campground is een "Camping" Resort, dit wil zeggen dat het tot een van de kampeerplekken behoort binnen Walt Disney World Resort. 
Disney's Fort Wilderness Resort & Campground is gethematiseerd in een rustieke stijl.

## Eetgelegenheden
Disney's For Wilderness Resort & Campgroud heeft twee dinnershows.

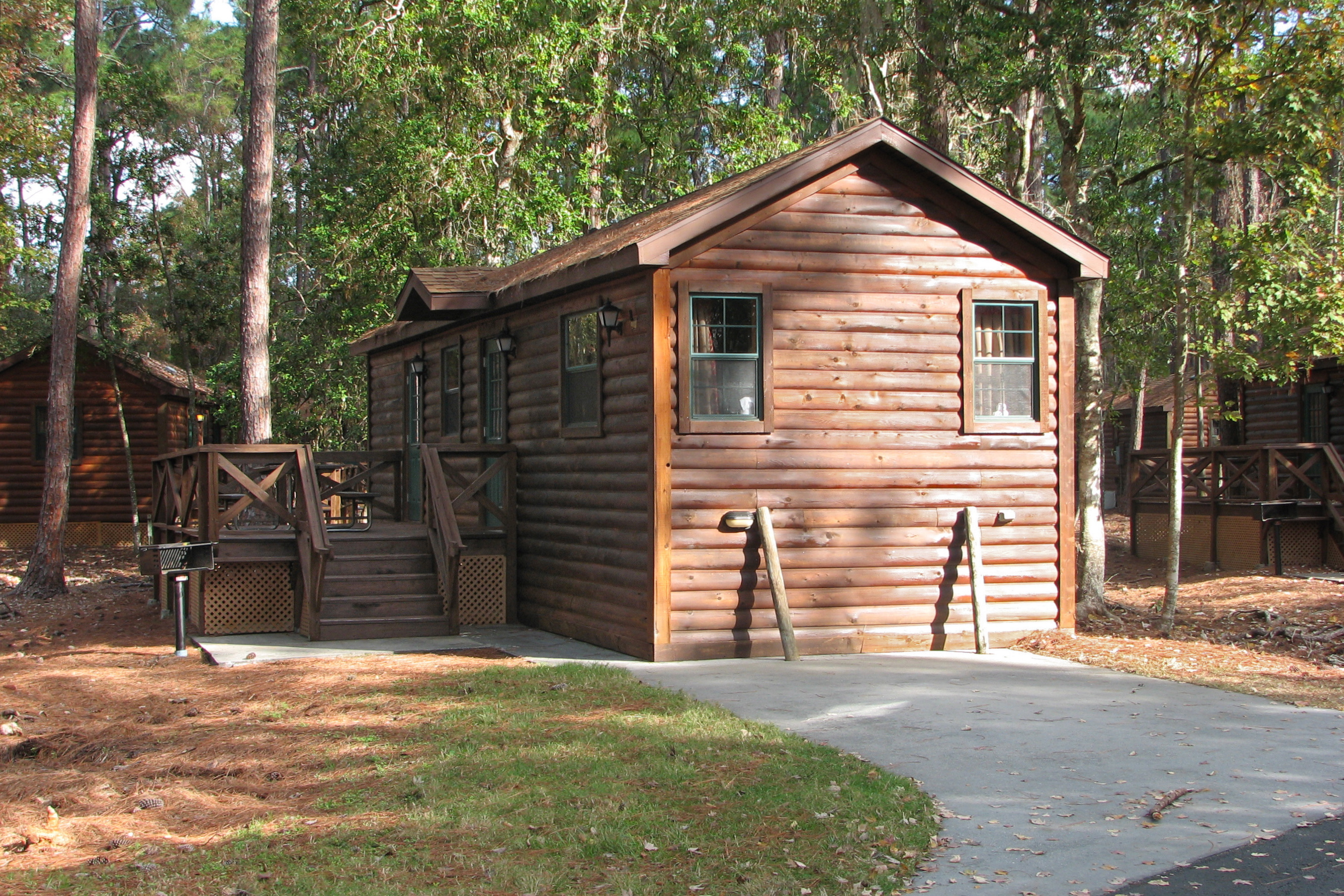
Een van de blokhutten

- Hoop-Dee-Doo Musical Revue
- Mickey's Backyard BBQ